# Гном пресс
Гном пресс (англ. Gnome Press) — невеличке американське видавництво яке насамперед славилося публікацією багатьох класичних творів у жанрі наукова фантастика. Gnome Press було одним з найвидатніших фахових видавців жанру НФ, що видало 86 найменувань за час свого існування, багато з яких в наш час стали класикою наукової фантастики та фентезі. Компанія існувала трохи більше ніж десять років, але згодом зазнала невдачі через нездатність конкурувати з великими видавцями, які також почали публікувати науково-фантастичні матеріали. У період свого розквіту Gnome видав багатьох основних авторів НФ, а також серії творів Роберта Говарда про Конана Кімерійця (випущено в шести книгах з 1950—1955 рік) і Фундацію Айзека Азімова (опубліковані в трьох книгах з 1951—1953 рік).

## Історія

### Заснування
Компанія була заснована в 1948 році Мартіном Грінбергом і Девідом Кайлом, членами нью-йоркського клубу шанувальників наукової фантастики «Гідра». Кайл був також членом клубу футурістів. Грінберг раніше був партнером у видавництві New Collectors Group. Кайл все менше впливав на справи, оскільки інші бізнесові інтереси зайняли більшість його часу.

### Опис
Gnome Press зосередив увагу на авторах, які були на висоті своєї популярності, пишучи для Astounding Science Fiction, провідного журналу того часу. Серед відомих авторів, яких друкувало видавництво були Пол Андерсон, Айзек Азімов, Артур Кларк, Лайон Спрег де Кемп, Гордон Діксон, Роберт Гайнлайн, Кетрін Люсіль Мур, Кліффорд Сімак, Альфред ван Вогт.
Ранні книги видавництва добре друкувалися і відрізнялися відмінним оформленням Еда Картера. Видання Gnome містять ілюстративний матеріал багатьох відомих художників-фантастів, включаючи обкладинки, ілюстрації, карти та проєкти, включені Ріка Бінклі, Ханнеса Бока, Чеслі Боустелла, Еда Картьє, Ліонеля Діллона, Френсіса Данна, Еда Емшвільера, Френка Келлі Фраса, Джеймса Гібсона, Гаррі Гаррісона, Мела Хантера, Девіда Кайла, Стена Мака, Мюррея Дьєдельмана, Роберта Чіркі, Вальтера Ван дер-Поель, молодшого, Уоллеса Вуда.
Перша книга Gnome Press була «Сердоліковий куб» (англ. The Carnelian Cube) від Флетчера Претта і Л. Спраг де Кемпа, оригінальний роман, який спочатку був підписаний групою New Collectors Group. Це було перше видавництво, яке видало «Я, робот» та «Фундацію» Айзека Азімова, твори про Конана Роберта Говарда, так у цьому видавництві вперше надрукували Артура Кларка.

Суперечка була навколо видання Gnome Press з циклу про «Конана» Роберта Говарда. Хоча воно розміщувалося у друкованому вигляді вперше з моменту своєї появи в "Weird Tales, у семи томах, які вийшли, зокрема туди увійшов той, який не писав саме Говард (Повернення Конана). Збірки з циклу про Конана, Конан завойовник (1950), Меч Конана (1952), Прибуття Конана (1953), Король Конан (1953), Конан Варвар (1954 р.), Сказання Конана (1955) і «Повернення Конана» (1957).
Найгірший продаж книжки в історії Gnome Press — це роман 1955 року "Відпустка з раю, Чандлера Елліотта.
Багато випусків Gnome Press перевидано в Англії Boardman Books.

### Невдача
Gnome Press не мав значного капіталу і розраховував продавати свої книги безпосередньо фанатам поштою. Згідно з «Filmfax», Грінберг не зміг зберегти кращих письменників у напрямках наукова фантастика та фентезі, які хотіли більше грошей і перейшли до більших видавців, таких як Doubleday. Більші видавці мали більше грошей, торгові та гуртові магазини (можливість продавати оптом в книжкові магазини). Фінансова неефективність також знижує здатність видавництва зберігати авторів. Gnome Press було горезвісне за те, що не сплачувала своїм письменникам гонорари, що в кінцевому підсумку призвело до його невдачі. Автор Айзек Азімов стверджував, що він ніколи не отримав за публікацію книг «Фундації», і назвав Грінберга «звичайним шахраєм». У біографії А. Азімов «Мемуари», він коротко розповідає про свої власні невдалі взаємодії з Gnome Press, а також про деяку детальну інформацію про його видавця Мартіна Грінберга. Азімов та інші автори змогли врешті-решт повернути права на свої книги, щоб вони могли піти на інші, більш прибуткові угоди.
Мартін Грінберг продовжував знижувати витрати в Gnome Press, за допомогою менших видань, дешевого паперу та різних рекламних акці. Але згодом він був змушений закритися через фінансові проблеми. Видавництво закрилося в 1962 році після тривалого судового процесу, залишилося Arkham House єдина життєздатна невелика філія яка друкувала у стилі наукової фантастики. Коли Gnome Press вийшов з бізнесу, його борг становив $ 100,000.
Грінберг помер восени 2013 року, а Кайл — восени 2016 року.